# Lys Assia

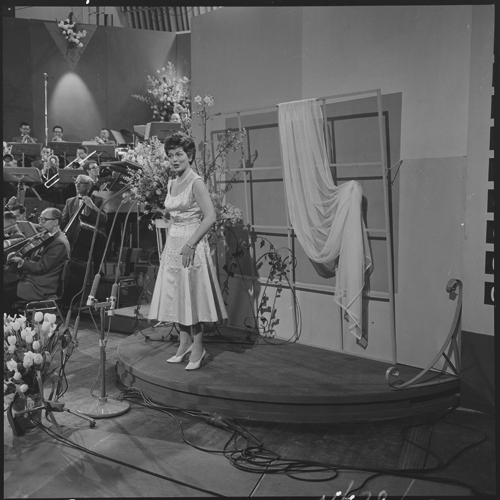
Lys Assia zingt Giorgio op het Eurovisiesongfestival 1958

Rosa Mina Schärer, beter bekend onder haar artiestennaam Lys Assia (Rupperswil, 3 maart 1924 – Zürich, 24 maart 2018), was een Zwitsers zangeres.

## Leven
Haar leven werd gekenmerkt door veel tegenslagen. In 1957 overleed negen maanden na haar huwelijk haar eerste echtgenoot Henry Kunz aan een hartstilstand. Zes jaar later hertrouwde ze met de Deen Oskar Pedersen. Afwisselend woonden zij in Denemarken en Cannes. Na een huwelijk van bijna veertig jaar overleed Pedersen aan de gevolgen van een auto-ongeluk, onderweg van Denemarken naar Cannes bij Parijs, waarbij Assia de nog nieuwe Audi bestuurde en de wagen een klapband kreeg. Beiden werden in aparte klinieken opgenomen, waarbij Assia een tijd in coma lag, 4 maanden verpleegd moest worden en verscheidene operaties onderging. In de tussentijd overleed Pedersen. Ook een hartoperatie bleef haar niet bespaard.
 Op 31 december 2004 werd zij slachtoffer van een woningoverval en belandde daardoor in het ziekenhuis en moest onmiddellijk aan een van haar ogen worden geopereerd.

## Loopbaan
In 1956 deed Lys Assia voor Zwitserland mee aan het eerste Eurovisiesongfestival, dat in het Zwitserse Lugano gehouden werd. Omdat het deelnemersaantal slechts zeven landen bedroeg, mocht ieder land twee liedjes afvaardigen. Assia zong eerst het Duitstalige Das alte Karussell en trad later aan met het Franstalige Refrain. Dit laatste nummer werd uiteindelijk als beste uitgeroepen, waarmee Zwitserland de winnaar werd van het eerste songfestival uit de geschiedenis. De puntentelling vond echter plaats achter gesloten deuren en is tot op de dag van vandaag niet bekendgemaakt. Ook onbekend is op welke plaatsen de dertien overige liedjes zijn geëindigd.
Een jaar later, in 1957, deed Lys Assia wederom voor Zwitserland mee aan het songfestival, met minder succes. Met het Franstalige L'enfant que j'étais eindigde ze op een gedeelde achtste plaats. Deze teleurstelling weerhield haar er niet van om in 1958 opnieuw een poging te wagen. Met het Duits- en Italiaanstalige nummer Giorgio werd ze voor Zwitserland tweede achter Frankrijk. Het werd voor Assia de laatste deelname aan het liedjesfestijn.
Lys Assia is altijd bekend gebleven als winnares van het allereerste songfestival, maar grote successen heeft ze na haar zege niet meer gekend. Bij het Eurovisiesongfestival 2003 dook ze weer op, toen ze in een videoboodschap het publiek toesprak. Ook zong ze tijdens Congratulations: 50 Jaar Eurovisiesongfestival op 22 oktober 2005 haar Refrain nog eens live.
In 2007 kwam Lys Assia met de verrassende mededeling dat ze graag nog een keer naar het songfestival zou willen gaan. De inmiddels bejaarde zangeres beaamde dat het liedjesfestijn sinds haar laatste deelname in 1958 compleet was veranderd, maar zei zich toch niet kansloos te achten bij een nieuwe poging. In 2011 voegde ze de daad bij het woord. Ze werd achtste van de 14 kandidaten in de Zwitserse nationale finale van het Eurovisiesongfestival 2012, die gehouden werd op 10 december 2011. De winnaar was Sinplus met Unbreakable.
In september 2012 kondigde Lys Assia aan dat ze opnieuw een poging ging doen om Zwitserland op het Eurovisiesongfestival te vertegenwoordigen. Ditmaal kreeg ze hulp van de rapgroep New Jack, maar ze werd niet geselecteerd voor de nationale finale. De winnaar was toen Heilsarmee met het nummer You and me. In mei 2013 moet ze naar het ziekenhuis door een longembolie. Bij het Eurovisiesongfestival 2013 had ze een mini-interview met presentatrice Petra Mede.
Lys Assia overleed in 2018 op 94-jarige leeftijd.

## Singles
- Oh Mein Papa
- Ein kleiner goldner Ring
- Refrain(s)
- Das alte Karussell
- Holland Mädel
- Jolie Jacqueline
- L'enfant que j'étais
- Giorgio (1958)
- C'était ma vie (2011)